# A magyar női labdarúgó-válogatott 2011. augusztus 23-i mérkőzése
Előző mérkőzés - Következő mérkőzés
A magyar női labdarúgó-válogatott barátságos mérkőzése Románia ellen, 2011. augusztus 23-án, amelyen a magyar válogatott 4–2-es vereséget szenvedett.

## Keretek
A magyar női labdarúgó-válogatott szövetségi kapitánya, Kiss László, augusztus 22-én hirdette ki, a tizennyolc főből álló keretét a barátságos mérkőzésre.
A keretben a magyar első osztályban szereplő játékosok mellett a válogatott rendelkezésére állt a Németországban szereplő Tóth Gabriella és Szuh Erika. Jakabfi Zsanett nem tudott hazajönni Németországból, míg mások iskolai vagy munkahelyi kötelezettség miatt nem tudtak a csapattal tartani.
| Románia | Románia | Románia  | Románia |
| Név     | Kor     | Vál./Gól | Klub    |
| ------- | ------- | -------- | ------- |

| Magyarország      | Magyarország | Magyarország | Magyarország       |
| Név               | Kor          | Vál./Gól     | Klub               |
| ----------------- | ------------ | ------------ | ------------------ |
| Szőcs Réka        | 21 éves      | 17 / 0       | MTK Hungária       |
| Papp Eszter       | 21 éves      | 4 / 0        | Viktória FC        |
| Tóth I Alexandra  | 21 éves      | 15 / 0       | Thróttur Reykjavík |
| Szeitl Szilvia    | 24 éves      | 21 / 0       | 1. FC Femina       |
| Tálosi Szabina    | 22 éves      | 21 / 1       | Viktória FC        |
| Szórádi Nikolett  | 25 éves      | 15 / 0       | Győri Dózsa        |
| Megyeri Boglárka  | 24 éves      | 7 / 1        | Viktória FC        |
| Szabó Boglárka    | 18 éves      | 4 / 0        | Astra HFC          |
| Tóth II Alexandra | 20 éves      | 16 / 0       | Viktória FC        |
| Smuczer Angéla    | 29 éves      | 58 / 1       | MTK Hungária       |
| Rácz Zsófia       | 22 éves      | 20 / 2       | Viktória FC        |
| Tóth Gabriella    | 24 éves      | 36 / 2       | Lokomotive Leipzig |
| Szuh Erika        | 21 éves      | 9 / 0        | Lokomotive Leipzig |
| Papp Dóra         | 20 éves      | 6 / 1        | MTK Hungária       |
| Pádár Anita       | 32 éves      | 82 / 31      | 1. FC Femina       |
| Fogl Katalin      | 27 éves      | 20 / 3       | Astra HFC          |
| Vágó Fanny        | 20 éves      | 23 / 9       | Thróttur Reykjavík |
| Sipos Lilla       | 19 éves      | 5 / 1        | Viktória FC        |

 megjegyzés: Az adatok a mérkőzés napjának megfelelőek!

## Az összeállítások
| 2011. augusztus 23. 17:00 (UTC+1) |

| Románia | 4 – 2   | Magyarország |
| ------- | ------- | ------------ |
| ?       | (3 – 1) | Vágó 1' 46'  |

| Arad |

| ROMÁNIA:             |    |   |
|                      |    |   |
| K                    | 1  | ? |
| V                    | 2  | ? |
| V                    | 3  | ? |
| V                    | 6  | ? |
| V                    | 4  | ? |
| KP                   | 5  | ? |
| KP                   | 7  | ? |
| KP                   | 8  | ? |
| KP                   | 10 | ? |
| CS                   | 9  | ? |
| CS                   | 11 | ? |
| Cserék:              |    |   |
| KP                   | 13 | ? |
| KP                   | 14 | ? |
| KP                   | 15 | ? |
| KP                   | 16 | ? |
| CS                   | 17 | ? |
| CS                   | 18 | ? |
| Szövetségi kapitány: |    |   |
| ?                    |    |   |

| MAGYARORSZÁG:        |    |                   |     |
|                      |    |                   |     |
| K                    | 1  | Papp Eszter       |     |
| V                    | 2  | Szórádi Nikolett  | 46' |
| V                    | 3  | Szeitl Szilvia    |     |
| V                    | 6  | Tálosi Szabina    |     |
| V                    | 4  | Tóth I Alexandra  | 46' |
| KP                   | 5  | Smuczer Angéla    |     |
| KP                   | 8  | Rácz Zsófia       |     |
| KP                   | 11 | Papp Dóra         | 86' |
| KP                   | 10 | Pádár Anita       |     |
| KP                   | 9  | Sipos Lilla       | 65' |
| CS                   | 7  | Vágó Fanny        |     |
| Cserék:              |    |                   |     |
| K                    | 12 | Szőcs Réka        |     |
| V                    | 14 | Tóth II Alexandra | 46' |
| V                    | 15 | Szabó Boglárka    | 46' |
| CS                   | 17 | Fogl Katalin      | 86' |
| CS                   | 18 | Megyeri Boglárka  | 65' |
| Szövetségi kapitány: |    |                   |     |
| Kiss László          |    |                   |     |

## A mérkőzés
| „             | Sajnos ezen a mérkőzésen nem játszottunk jól, ennél jóval többet várok a csapattól. Volt a mérkőzésnek egy furcsa fordulópontja, az első félidő hajrájában 60 másodperc alatt két gólt kaptunk, előbb egy kapufáról lepattanó labdát látott benn a játékvezető, majd egy rossz hazaadásra csapott le az ellenfél. Komoly szakmai hibákat is elkövetett a csapat, és bár a második félidőben egy fokkal jobban játszottunk, s a helyzetek alapján akár döntetlent is elérhettünk volna, de jó egyéni teljesítmények híján elvesztettük a meccset. Csütörtökön mindenképpen szeretnénk visszavágni, ehhez azonban egyénileg és csapatként is sokkal jobb teljesítményre lesz szükség. | ” |
| – Kiss László | |   |